# 36 Draconis
Désignations
36 Draconis (en abrégé 36 Dra) est une étoile de la constellation boréale du Dragon. Elle est visible à l'œil nu avec une magnitude apparente de 4,99. Elle présente une parallaxe annuelle de 43,18 mas mesurée par le satellite Gaia, ce qui permet d'en déduire qu'elle est distante de ∼ 75,5 a.l. (∼ 23,1 pc) de la Terre. À cette distance, sa magnitude visuelle est diminuée de 0,129 en raison de l'extinction créée par la poussière interstellaire présente sur le trajet de sa lumière. L'étoile possède un mouvement propre relativement élevé, traversant la sphère céleste à un rythme de 0,353 seconde d'arc par an. Elle se rapproche du Système solaire à une vitesse radiale de −36 km/s.
36 Draconis est une étoile jaune-blanc de la séquence principale ordinaire de type spectral F5 V. Elle est 1,23 fois plus massive que le Soleil et son rayon est 1,64 fois plus grand que le rayon solaire. L'étoile est âgée d'environ trois milliards d'années et elle tourne sur elle-même à une vitesse de rotation projetée de 8 km/s. Elle est 4,7 fois plus lumineuse que le Soleil et sa température de surface est de 6 638 K.
Des observations réalisées en 2010 et 2012 ont permis de lui détecter un compagnon qui est six magnitudes plus faible qu'elle, localisé à une distance angulaire de 3,3 secondes d'arc. L'âge et la magnitude de ce compagnon indiquent que c'est une naine rouge de classe M3.